# Kalkaleh
Kalkaleh (persiska: كلكله) är en ort i Iran.   Den ligger i provinsen Lorestan, i den centrala delen av landet, 300 km sydväst om huvudstaden Teheran. Kalkaleh ligger 1 725 meter över havet och antalet invånare är 939.
Terrängen runt Kalkaleh är varierad. Runt Kalkaleh är det ganska glesbefolkat, med 29 invånare per kvadratkilometer. Närmaste större samhälle är Aznā, 18,3 km öster om Kalkaleh. Trakten runt Kalkaleh består i huvudsak av gräsmarker.